# رنگین‌ماهی‌نماها
رنگین‌ماهی‌نماها (نام علمی: Pseudopoecilia) نام یک سرده از خانواده رنگین‌ماهیان است.